# Glenview (Kentucky)
Glenview és una població dels Estats Units a l'estat de Kentucky. Segons el cens del 2000 tenia 558 habitants.

## Demografia
Segons el cens del 2000, Glenview tenia 558 habitants, 214 habitatges, i 181 famílies. La densitat de població era de 149,6 habitants/km².
Dels 214 habitatges en un 34,1% hi vivien nens de menys de 18 anys, en un 81,8% hi vivien parelles casades, en un 2,3% dones solteres, i en un 15% no eren unitats familiars. En el 13,1% dels habitatges hi vivien persones soles el 6,5% de les quals corresponia a persones de 65 anys o més que vivien soles. El nombre mitjà de persones vivint en cada habitatge era de 2,61 i el nombre mitjà de persones que vivien en cada família era de 2,84.
Per edats la població es repartia de la següent manera: un 22,4% tenia menys de 18 anys, un 5,2% entre 18 i 24, un 13,3% entre 25 i 44, un 42,5% de 45 a 60 i un 16,7% 65 anys o més.
L'edat mediana era de 48 anys. Per cada 100 dones de 18 o més anys hi havia 94,2 homes.
La renda mediana per habitatge era de 161.571 $ i la renda mediana per família de 183.800 $. Els homes tenien una renda mediana de 100.000 $ mentre que les dones 46.250 $. La renda per capita de la població era de 85.094 $. Entorn del 3,3% de les famílies i el 4,2% de la població estaven per davall del llindar de pobresa.

## Poblacions més properes
El següent diagrama mostra les poblacions més properes.